# Руаха (национальный парк)
Национальный парк Руаха (англ. Ruaha National Park) — национальный парк, расположенный в центральной части Танзании на берегу реки Руаха. Это второй по величине национальный парк страны (после Серенгети), его площадь 10 300 км²  . Парк расположен в 128 км к западу от Иринги.

## Флора и фауна
Парк Руаха является транзитной зоной объединяющей на своей территории представителей восточная и южная флора и фауна. С рекой Большая Руаха соединяются сотни небольших пересыхающих рек, которые являются естественными маршрутами различных животных.
В парке большие и малые куду сосуществуют с более северными видами, такими как гигантская газель.
В поисках воды к реке выходят бородавочники, импалы и гигантские газели, для которых регион является самым южным местом обитания. Берега реки являются излюбленным местом охоты для хищников: львов, леопардов, гепардов, шакалов и гиен. Кроме того в парке водятся редкие африканские дикие собаки. Популяция слонов является самой большой в восточной Африке.
В парке произрастает более 1500 видов растений, обитает 80 видов животных, 529 видов птиц и 38 видов рыб.
- Виды парка
- Жираф в высохшем русле реки Большая Руаха
- Трёхцветные спрео
- Большой куду

## Туризм
Время с середины мая по декабрь подходит для наблюдения за хищниками и крупными млекопитающими. Самцов куду лучше всего наблюдать в их брачный сезон в июне. Птиц, растительные пейзажи и дикие цветы лучше всего наблюдать в сезон дождей с января по апрель.

## Охрана территории
В 1910 году администрация немецкой колонии создала охотничий резерват Саба-Ривер, который сменил своё название на Рунгва в 1946 году под управлением Великобритании. Население, проживающее на территории резервата, было вынуждено покинуть его. О создании природоохранной зоны Руаха было опубликовано в 1964 году, через три года после приобретения страной независимости. Парк расположен в юго-восточной части охотничьего резервата Рунгва.
- Панорама парка
- Река Большая Руаха в национальном парке Руаха